# Alex Morgan
Alex Morgan   (San Dimas, 2 de juliol de 1989) és una davantera de futbol internacional pels Estats Units, amb la qual ha guanyat un Mundial, uns Jocs Olímpics i una Copa d'Or. Ha marcat 102 gols amb l'equip de la selecció. Al 2013 la federació la va incloure al All-Star Team históric de la selecció. Està llicenciada en economia política per la Universitat de Berkeley.
Ha sigut 3ª al FIFA World Player 2012, 5ª al 2013, 8ª al 2011, i nomenada jugadora de l'any dels Estats Units (2012) i de la CONCACAF (2013). Amb la selecció va guanyar la medalla d'or dels Jocs Olimpics de 2012 i va guanyar la Copa del Món el 2015. A Europa va guanyar la Lliga de Campiones jugant a l'Olympique de Lió, el 2017.

## Trajectòria
| Temporades              | Club                                  | Títols           | Selecció (fases finals)                                        |
| ----------------------- | ------------------------------------- | ---------------- | -------------------------------------------------------------- |
|                         | Cypress Elite                         |                  |                                                                |
| 2007 - 2010 2008 - 2009 | California Golden Bears West Coast FC |                  | Copa d'Or sub-20 2008 (subcampió) Mundial sub-20 2008 (campió) |
| 2010 0                  | California Storm Pali Blues           |                  | Copa d'Or 2010 (3r lloc) 0                                     |
| 2011                    | Western New York Flash                | 1 Lliga (WPS)    | Mundial 2011 (subcampió)                                       |
| 2012                    | Seattle Sounders                      |                  | Jocs Olímpics 2012 (campió)                                    |
| 2013 - 2015 0           | Portland Thorns 0                     | 1 Lliga (NWSL) 0 | Copa d'Or 2014 (campió) Mundial 2015 (campió)                  |
| 2016 - act.             | Orlando Pride                         |                  |                                                                |